# Stanislav Galimov
Pour les articles homonymes, voir Galimov.
Stanislav Raïssovitch Galimov - en russe Станислав Раисович Галимов (Stanislav Raisovič Galimov) - (né le 12 février 1988 à Magnitogorsk en URSS) est un joueur professionnel de hockey sur glace. Il évolue au poste de gardien de but.

## Carrière

### Carrière en club
Il commence sa carrière avec le Traktor Tcheliabinsk dans l'équipe réserve dans la Pervaïa liga, la troisième division russe, en 2005. Il rejoint la réserve de Neftianik Almetievsk en 2006-2007 toujours en troisième division russe. Il va joue une vingtaine de matchs avec l'équipe première du club dans la Vyschaïa Liga, le deuxième échelon russe,.
En 2007-2008, il retourne jouer dans la Pervaïa liga mais cette fois pour le club d'Ak Bars Kazan. Au cours de cette saison, il joue avec la réserve d'Ak Bars Kazan, l'équipe première du club mais également l'équipe première de Neftianik Almetievsk. Pour la saison 2008-2009, Ak Bars Kazan rejoint le nouveau championnat, la Ligue continentale de hockey et Galimov est élu meilleure recrue du mois de novembre de la ligue. Il remporte la Coupe Gagarine 2009, 2010.

### Carrière internationale
Il représente la Russie au niveau international. Il prend part à la sélection moins de 18 ans lors de la saison 2006-2007. Il joue également un match lors du championnat du monde junior 2008. Il participe au Défi ADT Canada-Russie en 2007.